# Serguéi Sosnovski
Sergey Sosnovski (en bielorruso: Сосновский Сергей) (Minsk, Unión Soviética, 14 de agosto de 1981) es un futbolista bielorruso. Juega de defensa y su equipo actual es el FC Torpedo Zhodino.

## Biografía
Sergey Sosnovski, que actúa de defensa central, empezó su carrera futbolística en el Traktor Minsk. Luego jugó en el FC MTZ-RIPO, con el que consigue el ascenso a la Vysshaya Liga en 2004.
Más tarde se unió al FC Zvezda-BGU Minsk, y al año siguiente fichó por el FC Neman Grodno.
En 2008 firma un contrato con su actual club, el BATE Borisov. Conquista el título de Liga en su primera temporada. En verano de 2008 el equipo consigue clasificarse por primera vez en su historia para la fase final de la Liga de Campeones de la UEFA; Sergey Sosnovski jugó los seis partidos que el club disputó en el Grupo H (contra la Juventus, Real Madrid y Zenit).

## Selección nacional
Ha sido internacional con la Selección de fútbol de Bielorrusia en 20 ocasiones, siendo su debut el 1 de abril de 2009 en el partido de Clasificación para el Mundial 2010 Kazajistán 1-5 Bielorrusia.

## Clubes
| Club                | País        | Año           | Partidos(Goles) |
| ------------------- | ----------- | ------------- | --------------- |
| Traktor Minsk       | Bielorrusia | 2000-2001     | 39(2)           |
| FC MTZ-RIPO         | Bielorrusia | 2001 - 2004   | 60(1)           |
| FC Zvezda-BGU Minsk | Bielorrusia | 2005          | 25(2)           |
| FC Neman Grodno     | Bielorrusia | 2005 - 2007   | 49(4)           |
| FC BATE             | Bielorrusia | 2008-2010     | 56(1)           |
| Tom Tomsk           | Rusia       | 2010-2012     | 22(0)           |
| FC Minsk            | Bielorrusia | 2012-2013     | 30(2)           |
| FC Torpedo Zhodino  | Bielorrusia | 2013-presente |                 |

## Títulos
- 1 Liga de Bielorrusia (FC BATE, 2008)
- Elegido mejor Defensa de la Vysshaya Liga en 2008